# Virtuelle Modelleisenbahn
Die virtuelle Modelleisenbahn (engl.: Virtual Railway Model (VRM))  ist eine Computersimulation einer Modelleisenbahn und zählt damit zu den Eisenbahnspielen. 

## Modi
Meist bestehen diese Programme aus zwei Programmteilen: einem Planungsmodus und einem Spielmodus. Im Gegensatz zur Zugsimulation steht die Unterhaltung im Mittelpunkt. Die Strecke ist wie bei einer Modelleisenbahn begrenzt.

### Planungsmodus
Im Planungsmodus können Gleise verlegt sowie Signal- und Weichensteuerung definiert werden, um eine Modellbahnanlage darzustellen. In manchen Programmen besteht auch die Möglichkeiten zur Gestaltung der Umgebung, so lassen sich zum Beispiel auch Gebäude, Vegetation und sonstige Gegenstände platzieren.

### Spielmodus
Im Spielmodus kann man die Züge fahren lassen. In der Regel wird eine automatische Steuerung über Signale und Kontaktpunkte oder aber über eine Skriptsprache simuliert. Bei der manuellen Steuerung übernimmt der Spieler selbst die Steuerung der Züge. Hierbei sollen realistische Eigenschaften der Züge mehr oder weniger gut berücksichtigt werden.

## Programme
Man unterscheidet zwischen 2D- und 3D-Programmen, wobei der Fokus bei 2D-Programmen auf die maßstäbliche Planung gelegt ist. 3D-Programme bieten meist eine realistische Zugsteuerung sowie die Möglichkeit, die Anlage durch verschiedene Kameraperspektiven zu betrachten.  Die virtuelle Modelleisenbahn stellt eine preiswerte, platzsparende Alternative zur normalen Modelleisenbahn dar. Sie kann aber auch zur Planung einer späteren realen Modelleisenbahn dienen. Eine der bekanntesten virtuellen Modelleisenbahnen ist Eisenbahn.exe. 